# Scrooge (1935)
Scrooge is een boekverfilming uit 1935 van het boek A Christmas Carol geschreven door Charles Dickens. Dit was de eerste geluidsversie van het veel verfilmde boek. De film is in het publiek domein gevallen, en daardoor makkelijk verkrijgbaar. Dat is de reden dat de film veel rond de kerstdagen gedownload wordt.

## Rolverdeling
| Acteur          | Personage                         |
| --------------- | --------------------------------- |
| Seymour Hicks   | Ebenezer Scrooge                  |
| Donald Calthrop | Bob Cratchit                      |
| Robert Cochran  | Fred                              |
| Mary Glynne     | Belle                             |
| Garry Marsh     | Belle's man                       |
| Oscar Asche     | Geest van het huidige kerstmis    |
| Marie Ney       | Geest van vorige kerstmissen      |
| C. V. France    | Geest van toekomstige kerstmissen |
| Athene Seyler   | Scrooge's werkster                |
| Maurice Evans   | arme man                          |
| Mary Lawson     | vrouw van arme man                |
| Barbara Everest | Mrs. Cratchit                     |
| Eve Gray        | Fred's vrouw                      |
| Morris Harvey   | poelier                           |
| Philip Frost    | Tiny Tim                          |
| D.J. Williams   | Begrafenisondernemer              |
| Margaret Yarde  | Scrooge's wasvrouw                |
| Hugh E. Wright  | oude Joe                          |
| Charles Carson  | Middlemark                        |
| Hubert Harben   | Worthington                       |
| Claude Rains    | Jacob Marley                      |
| Robert Morley   | rijke man                         |